# 高雄市公共汽車管理處
高雄市公共汽車管理處，簡稱高雄市公車處，曾經營及管理高雄市之市區公車及渡輪。營運始於1937年日治時期，由日本人伊木十郎獨資經營，當時只有汽油引擎客車兩輛、木殼重柴油機水冷式渡輪一艘，經營公車與渡輪。嗣後，因業務逐漸擴展改組為「共榮自動車株式會社」。1942年由高雄州市役所收歸公有。1952年11月，改名為「高雄市公共車船管理處」。1979年7月1日，高雄市升格改制為直轄市，高雄市公共車船管理處改隸高雄市政府建設局，後改隸高雄市政府交通局。2004年7月26日，高雄市公共車船管理處更名為「高雄市公共汽車管理處」，並將渡輪與觀光遊輪的業務歸屬於另成立的高雄市輪船公司。2014年1月1日，高雄市公共汽車管理處因民營化而裁撤，民營化之公司名稱定為港都客運。

## 營運站
| 站區     | 民營化後隸屬客運                       |
| -------- | -------------------------------------- |
| 金獅湖站 | 漢程客運                               |
| 左營南站 | 港都客運                               |
| 建軍站   | 港都客運                               |
| 前鎮站   | 港都客運、東南客運                     |
| 小港站   | 港都客運、東南客運                     |
| 瑞豐站   | 統聯客運、東南客運、港都客運、漢程客運 |
| 加昌站   | 港都客運、南臺灣客運                   |

### 已經裁撤者
- 民族站（原址位於今菜公里公園一帶。1999年7月遷移至金獅湖站）
- 忠孝站（改建為11號公園）
- 左營北站（高雄市左營區左營大路493號）
- 鹽埕站（鹽埕區立體停車場地下1樓）

## 票證
原使用之驗票機僅能使用一卡通，後更換為交通部補助的多卡通語音驗票機，一卡通、悠遊卡、皆可使用。